# Голембйовський Руслан Михайлович
Руслан Михайлович Голембйовський (23 січня 1981, Клебанівка, Підволочиський район, Тернопільська область, Українська РСР — 28 листопада 2014, Станиця Луганська, Луганська область, Україна) — солдат Збройних сил України, учасник війни на сході України, сапер (128-ма окрема гірсько-піхотна бригада).
Загинув 28 листопада 2014 р. поблизу смт Станиця Луганська, підірвавшись на розтяжці.
По смерті залишились батьки та сестра.
Похований в селі Клебанівка. 

## Нагороди та вшанування
- 3 лютого 2017 року «за особисту мужність, виявлену у захисті державного суверенітету та територіальної цілісності України, самовіддане виконання військового обов'язку» нагороджений орденом «Богдана Хмельницького» III ступеня (посмертно)[1];
- почесний громадянин Тернопільської області (26 серпня 2022, посмертно)[2];
- 30 серпня 2015 року відбулося відкриття меморіальної дошки в НВК «Клебанівський ЗНЗ І-ІІ ступенів-ДНЗ»[3].